# Gradski stadion u Podgorici
Gradski stadion (kolokvijalno: Pod Goricom ) višenamjenski je stadion u Podgorici, glavnom gradu Crne Gore. Izgrađen je 1947. Najviše se koristi u nogometu, i najčešći su korisnici FK Budućnost i Crnogorska nogometna reprezentacija. Prve dvije godine (nakon izgradnje) kapacitet stadiona iznosio je oko 7000 gledatelja, ali je izgradnjom sjeverne i južne tribine kapacitet proširen na 11.563 mjesta.
Ovaj je stadion jedini u Crnoj Gori, na kojem se smiju igrati međunarodne utakmice.